# Alte Kapelle (Seershausen)

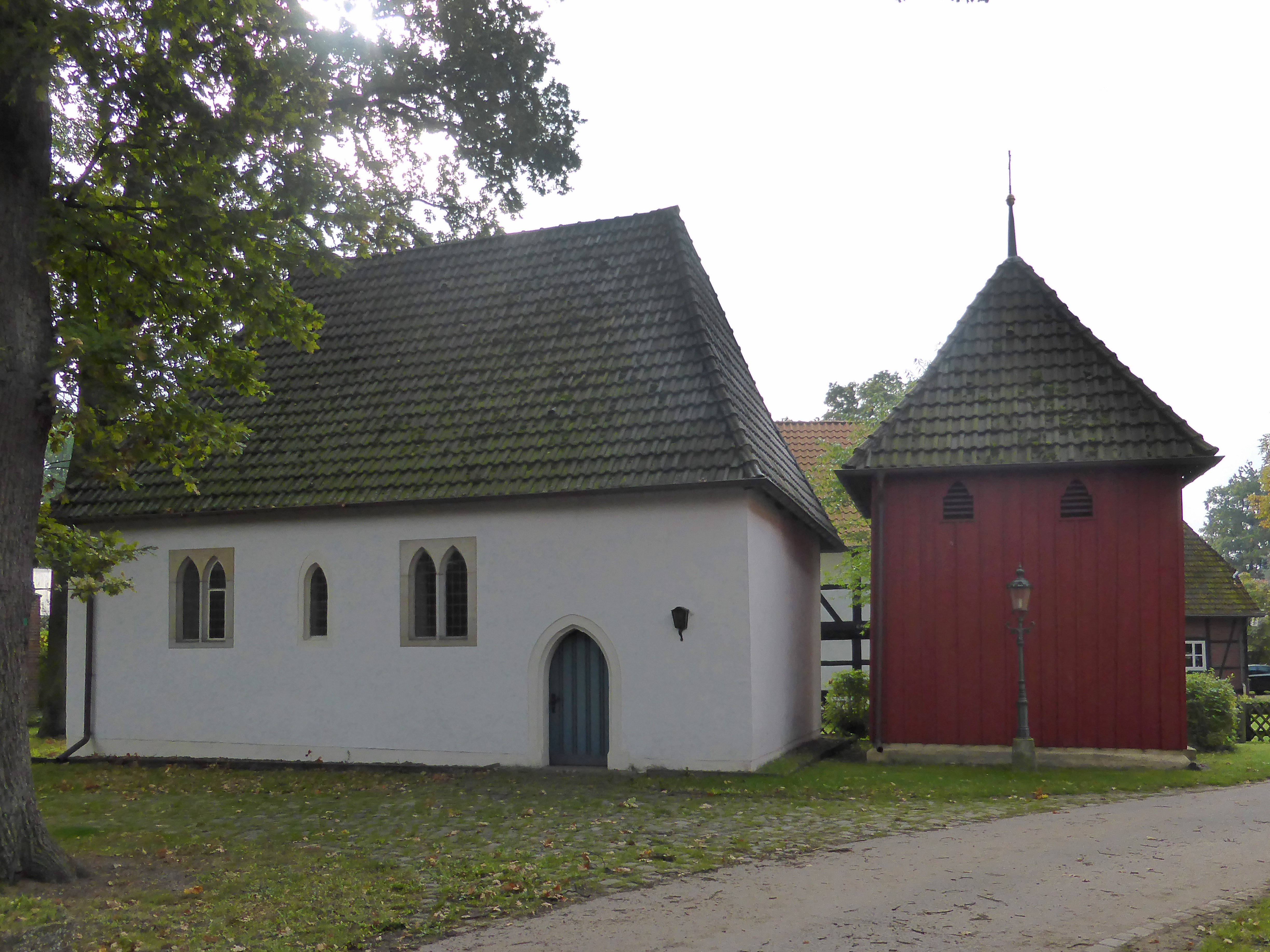
Kapelle mit Glockenturm

Die evangelisch-lutherische denkmalgeschützte Alte Kapelle steht in Seershausen, einem Ortsteil der Gemeinde Meinersen der Samtgemeinde Meinersen in Niedersachsen. Die Kapelle gehört zur Kirchengemeinde Päse im Kirchenkreis Gifhorn im Sprengel Lüneburg der Evangelisch-lutherischen Landeskirche Hannovers.

## Beschreibung
Die spätgotische Kapelle aus Bruchsteinen wurde 1519 erbaut. Sie ist von Südost nach Nordwest ausgerichtet. Die Saalkirche besteht aus einem Kirchenschiff mit drei Jochen, das mit einem Satteldach bedeckt ist, aus dem sich im Nordwesten ein schiefergedeckter Dachreiter erhebt, und einem eingezogenen Chor, der einen dreiseitigen Abschluss hat. Die Wände werden durch Strebepfeiler gestützt. Zur Kirchenausstattung gehört ein Flügelaltar von 1613, der in der Mitte mit dem Abendmahl Jesu, im linken Flügel mit Szenen aus dem Alten und im rechten Flügel mit Szenen aus dem Neuen Testament bemalt ist. In der Predella sind die vier Evangelisten dargestellt, flankiert von Paulus und Maria Magdalena. Auf der Kanzel aus der Spätrenaissance sind Christus als Salvator mundi und drei Evangelisten zu sehen.
Die Kapelle ist im Denkmalverzeichnis des Landes Niedersachsen unter der ID 33933703 als Baudenkmal aufgeführt.